# Kathrine Astrup Fredriksen
Kathrine Astrup Fredriksen, född 23 september 1983 i London i Storbritannien, är en norsk affärskvinna. Hon är dotter till John Fredriksen och Inger Astrud Fredriksen (1950–2006) samt tvillingsyster till Cecilie Astrup Fredriksen. Hon är verksam inom faderns företagsgrupper.
Kathrine och Cecilie Astrup Fredriksen växte upp i London, Cypern, Spanien och Oslo. Katherine Astrup Fredriksen studerade på Wang Handelsgymnas i Oslo samt på European Business School London med examen 2006.
Modern och syskonen har samlat ihop en samling modern konst, som delvis deponerats i det nya Nasjonalmuseet for kunst, arkitektur og design vid Aker Brygge i Oslo. Konsten är utställd i ett rum som bär namn efter syskonens mor Inger Astrup Fredriksen. Ett avtal mellan familjen och Nasjonalmuseet ingicks 2018 om samarbete under en tioårsperiod bland annat med utställningar och forskning.